# Сесан
Сеса́н (фр. Seissan) — коммуна во Франции, находится в регионе Юг — Пиренеи. Департамент — Жер. Входит в состав кантона Ош-Сюд-Эст-Сесан. Округ коммуны — Ош.
Код INSEE коммуны — 32426.

## География

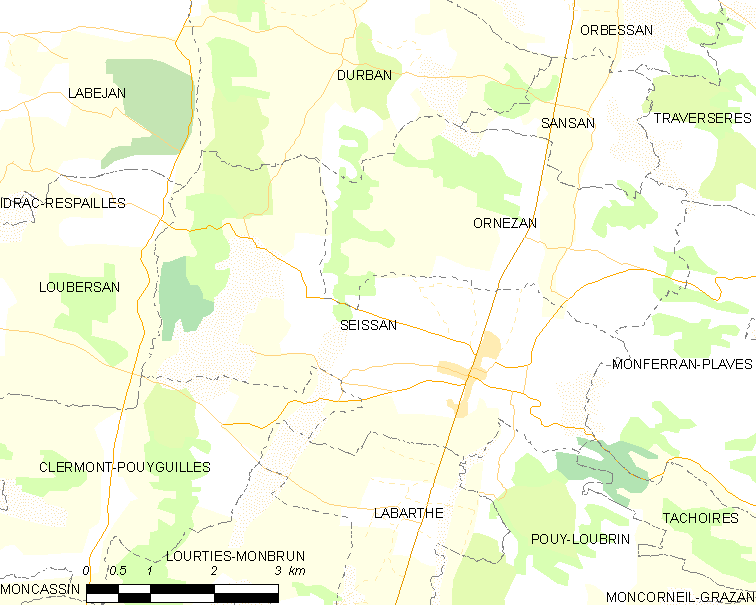
Карта коммуны

Коммуна расположена приблизительно в 620 км к югу от Парижа, в 70 км западнее Тулузы, в 18 км к югу от Оша.
По территории коммуны протекает река Жер.

## Климат
Климат умеренно-океанический. Лето жаркое и немного дождливое, температура часто превышает 35 °С. Зимой часто бывает отрицательная температура и ночные заморозки. Годовое количество осадков — 700—900 мм.

## Население
Население коммуны на 2010 год составляло 1080 человек.
| 1962 | 1968 | 1975 | 1982 | 1990 | 1999 | 2010 |
| ---- | ---- | ---- | ---- | ---- | ---- | ---- |
| 724  | 936  | 965  | 1011 | 984  | 997  | 1080 |

## Администрация
| Период | Период | Фамилия        | Партия       | Примечания |
| ------ | ------ | -------------- | ------------ | ---------- |
| 2001   | 2020   | Франсуа Ривьер | беспартийный |            |

## Экономика
В 2010 году среди 624 человек трудоспособного возраста (15-64 лет) 478 были экономически активными, 146 — неактивными (показатель активности — 76,6 %, в 1999 году было 69,4 %). Из 478 активных жителей работали 447 человек (229 мужчин и 218 женщин), безработных было 31 (16 мужчин и 15 женщин). Среди 146 неактивных 35 человек были учениками или студентами, 67 — пенсионерами, 44 были неактивными по другим причинам.

## Достопримечательности
- Замок Гарране (XI век). Исторический памятник с 1978 года[4]
- Замок Сесан (XIII век). Исторический памятник с 1973 года[5]
- Замок Лаплань
- Замок Артигдьё
- Церковь Успения Божьей Матери
- Поместье Бернис (XIX век). Исторический памятник с 2010 года[6]

## Фотогалерея

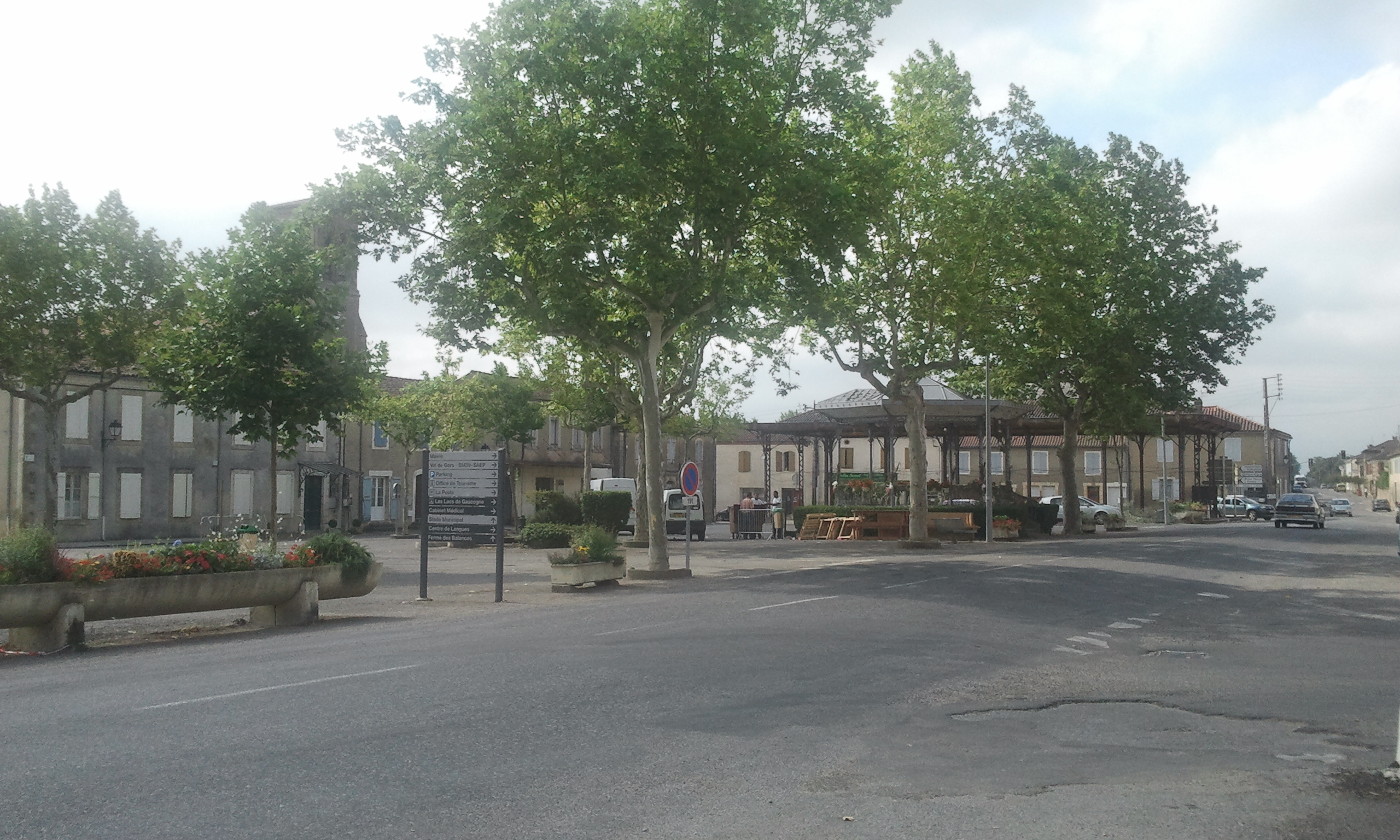
Центральная площадь
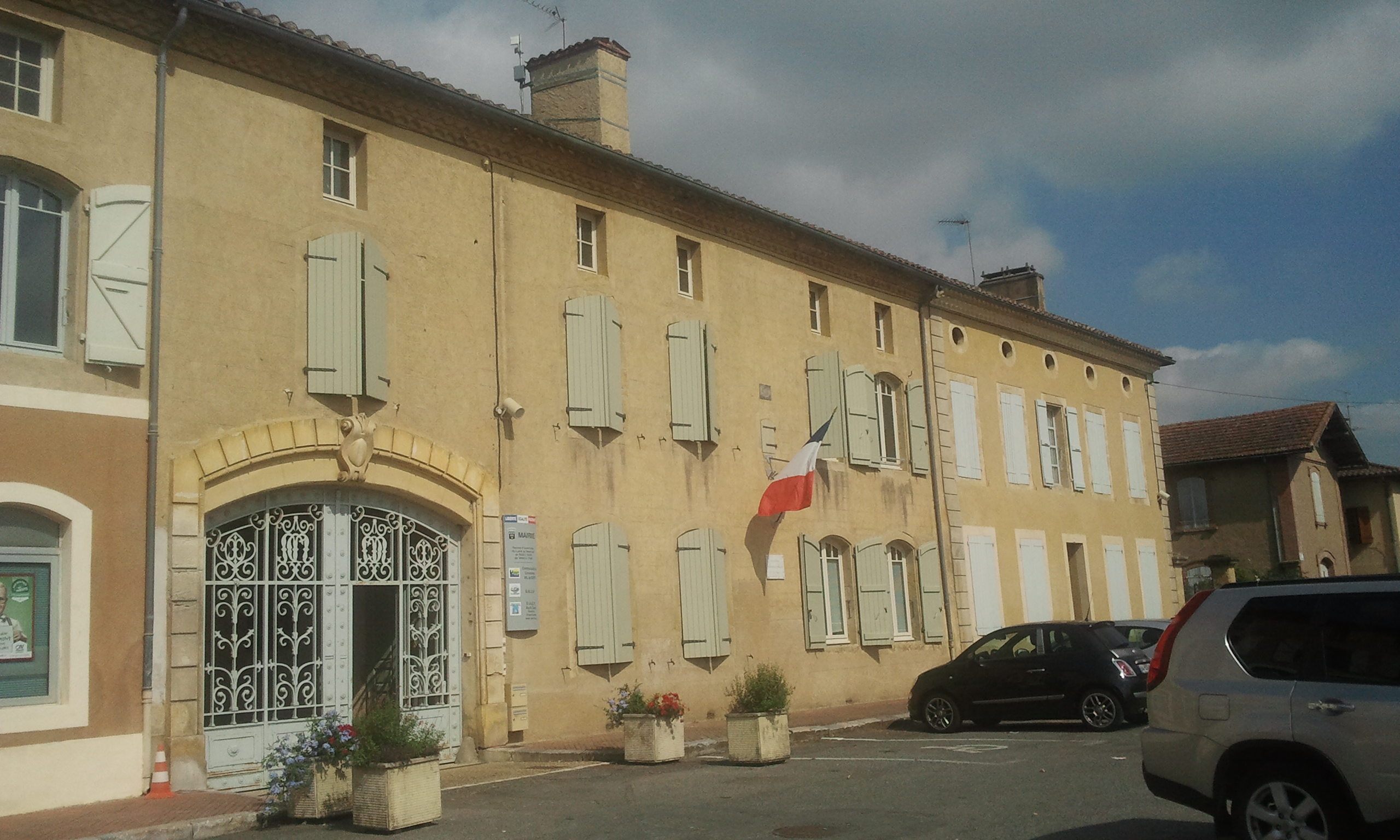
Мэрия
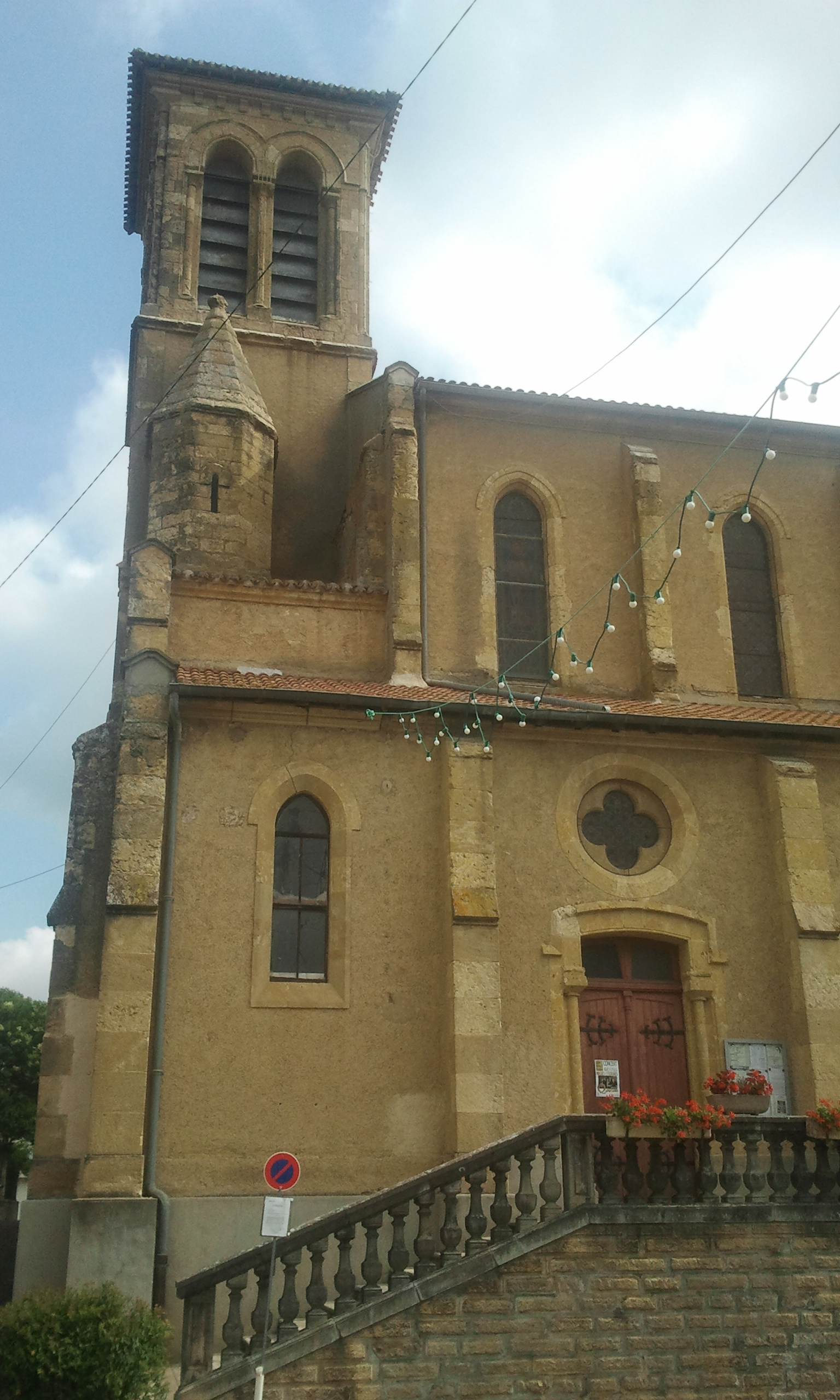
Церковь Успения Божьей Матери
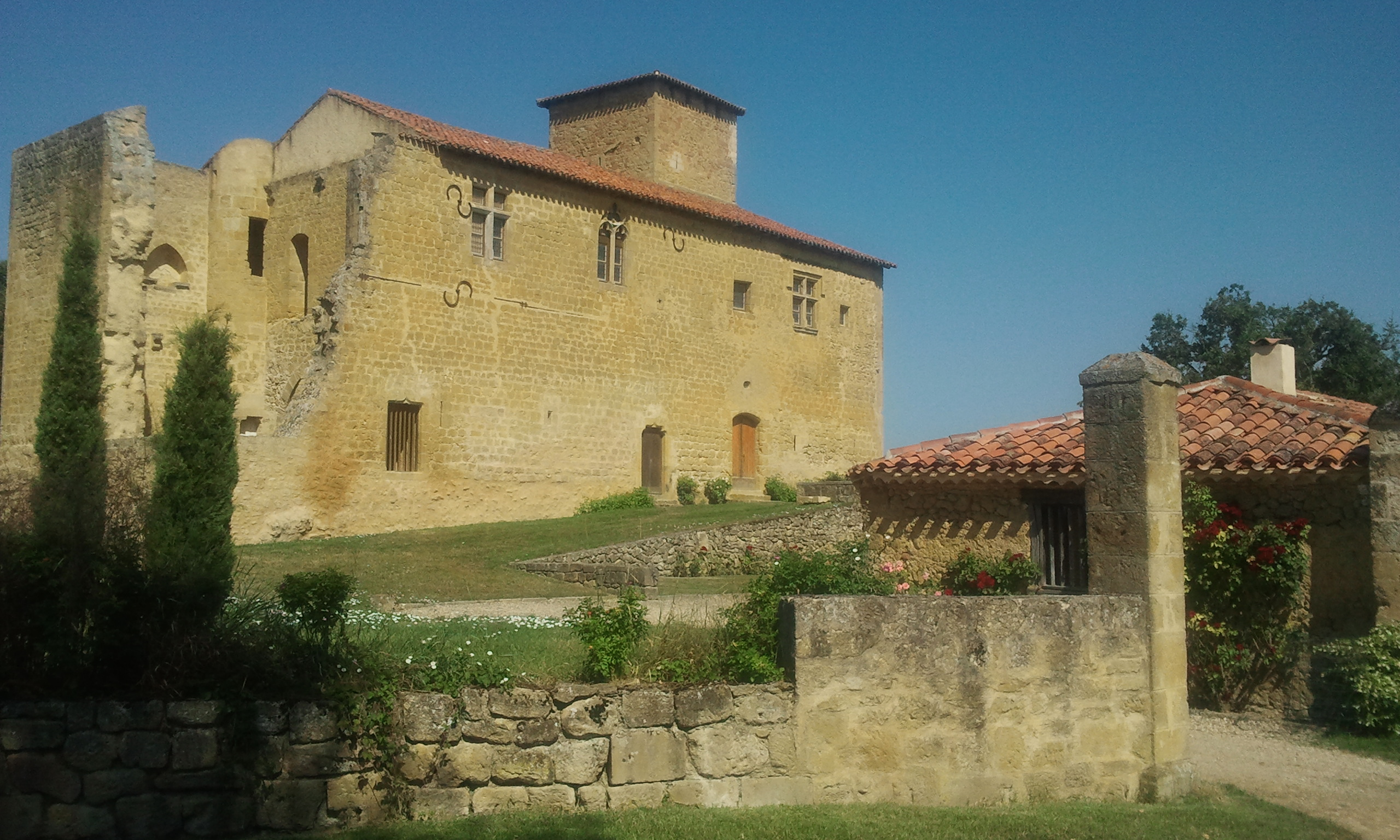
Замок Гарране
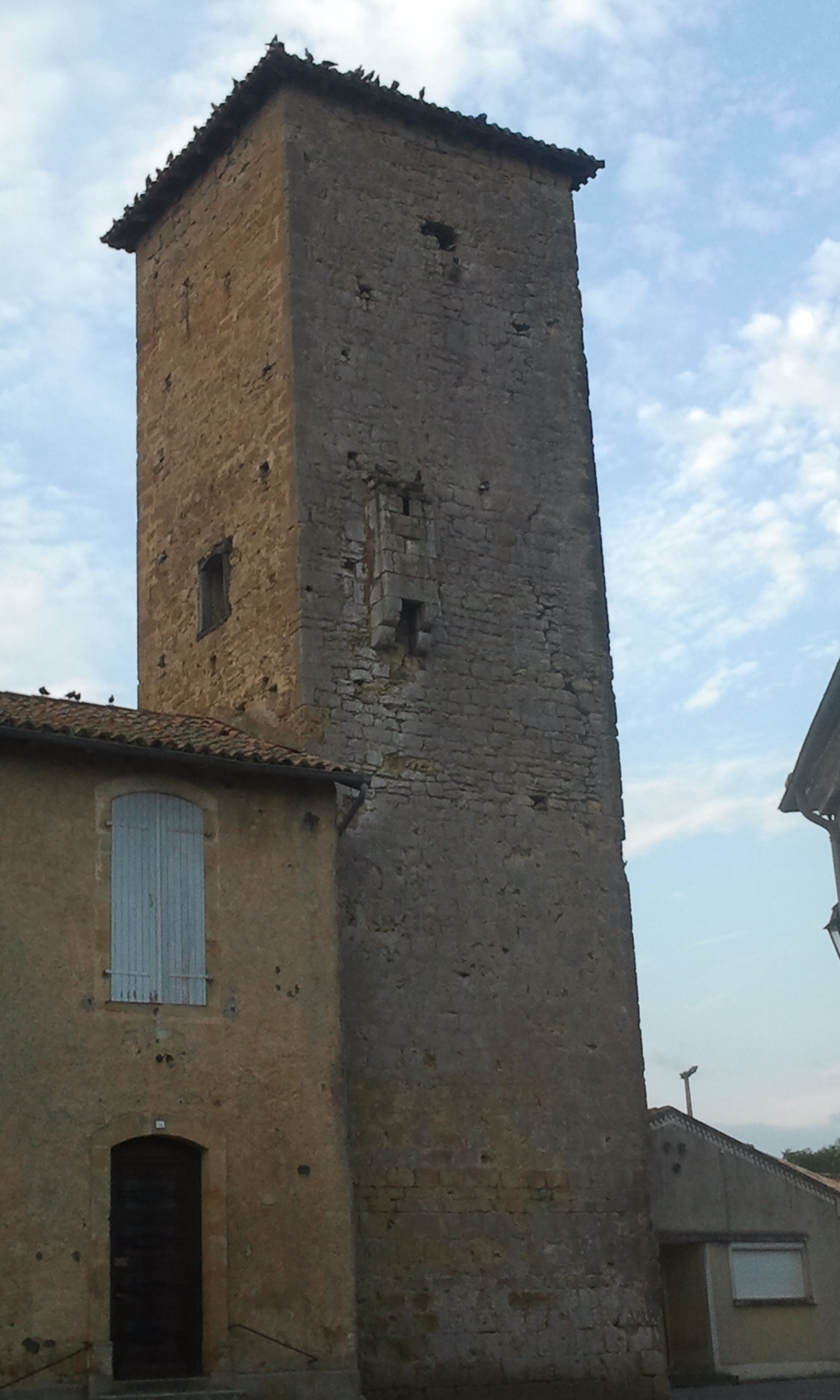
Замок Сесан

## Известные уроженцы и жители
- Эдуард Ларте (1801 - 1871) — французский юрист и палеонтолог, основатель палеонтологии человека, первооткрыватель Ориньякской культуры.
- Луи Ларте (1840—1899) — известный археолог и палеонтолог, обнаруживший останки кроманьонца.